# Gat siberià

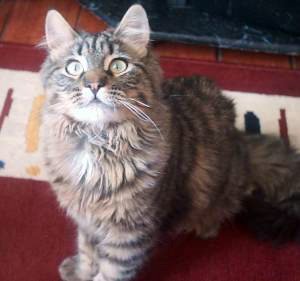
Gat siberià

El gat siberià és un gat nadiu de la zona oriental de Rússia, específicament de la freda regió de Sibèria, i probablement és el resultat de l'encreuament del gat comú europeu amb el gat salvatge dels boscos siberians.
Està dins de la categoria dels gats de pèl semillarg i el seu abundant pelatge ha permès que la raça subsisteixi mil anys suportant temperatures de gairebé 30 °C sota zero.

## Característiques generals
En néixer, i fins als tres mesos d'edat, el gat siberià té pèl curt, però després desenvolupa un abundant pelatge llarg de característica tigrada i colors que van des del marró al gris, amb dibuixos lineals més foscos i zones blanques en el mentó i en el pit, on el pèl creix més llarg encara, donant l'aspecte de collaret. Aquest fenotip és comú a l'hivern, on el fred i la humitat de la neu són extremes i la secreció  sebàcia que envolta el fol del pèl ajuda a mantenir una temperatura adequada per poder sobreviure. A l'estiu, en canvi, muda i es queda com un gat de pèl curt.
Aquest tipus de felí és de complexió robusta, pesa entre 4 i 9 quilos, i té una agilitat i velocitat dignes d'un gran caçador.
El seu caràcter és molt amigable i juganer, i és un dels pocs gats als que agrada jugar amb l'aigua. Destaca, també, per la seva gran intel·ligència. Podeu crear una estratègia espacial amb el seu entorn per aconseguir alguna cosa, o bé aconseguir-ho amb el seu intens ronc i les carícies que dirigeix al seu cuidador, al qual és extremadament fidel.

## Particularitats
El gat siberià té la particular característica de gairebé no provocar al·lèrgies a l'ésser humà, pel fet que no produeix una proteïna causant del 80% d'aquestes, l'anomenada Fel D1.
La Fel D1 és una proteïna molecular produïda per les glàndules sebàcies dels felins, present en la seva saliva, i que arriba al seu pèl quan els gats es llepen en la seva neteja habitual.

## Competició
El gat siberià va ser reconegut com a raça de gat només fa uns anys per la World Cat Federation (WCF).
Al seu torn, va ser reconegut com a raça de competició per la Federació Internacional Felina (FIFe), ubicant-lo en la segona categoria de les quatre que té la classificació, on es troben els gats de pèl semillarg, com ara el gat maine coon o el gat ragdoll.